# Mansilla de las Mulas
Mansilla de las Mulas és un municipi de la província de Lleó, a la comunitat autònoma de Castella i Lleó.

## Demografia
| 1991 |  | 1996 |  | 2001 |  | 2004 |  | 2006 |
| ---- |  | ---- |  | ---- |  | ---- |  | ---- |
| 1735 |  | 1785 |  | 1754 |  | 1811 |  | 1973 |